# اغتراب سياسي
الاغتراب السياسي يشير إلى شعور المواطن الدائم نسبيًا بالانفصال عن أو رفض النظام السياسي السائد.
وينقسم الاغتراب السياسي إلى فئتين رئيسيتين: العجز السياسي والسخط السياسي. في المثال الأول، يُفرض الاغتراب على الفرد من قِبل بيئته، بينما في الحالة الثانية يتم اختياره طوعًا من قِبل الفرد.
وهناك أربع طرق مختلفة يمكن التعبير من خلالها عن الاغتراب السياسي:
1. العجز السياسي. شعور الفرد بأنه لا يستطيع التأثير على أفعال الحكومة.
2. انعدام المعنى السياسي. تصور الفرد بأن القرارات السياسية غير واضحة وغير متوقعة.
3. انعدام المعايير السياسية. تصور الفرد بأن المعايير أو القواعد التي تهدف إلى تنظيم العلاقات السياسية معطلة وأن الخروج عن السلوك المحدد أمر شائع.
4. العزلة. رفض الفرد للمعايير والأهداف السياسية التي يحملها ويتشارك فيها على نطاق واسع أعضاء آخرين من المجتمع.

يرتبط الاغتراب السياسي بشكل سلبي بالفعالية السياسية.
وأن معيار الحكم على الاغتراب السياسي هو في مدى تمثيل الارداة الشعبية في الانتخابات أو مشاركة الفرد في صنع القرارات ،وكلما زادت حالات التفويض لجهة ما غير الشعب كلما زادت حالات الاغتراب السياسي والذي يلحقه الاجتماعي وكلما كان التمثيل الشعبي واضحاً في القرارات تقل نسبة الاغتراب سواءً بطريقة مباشرة أو غير مباشرة 
والنتائج الانتخابية الأكثر شيوعًا للاغتراب السياسي هي الامتناع عن التصويت والتصويت الاحتجاجي.

## وصلات خارجية
Lesson Plan for The Encyclopedia of Democracy - Congressional Quarterly Books: Political alienation